# Hitman le Cobra
 (septembre 2013).
Si vous disposez d'ouvrages ou d'articles de référence ou si vous connaissez des sites web de qualité traitant du thème abordé ici, merci de compléter l'article en donnant les références utiles à sa vérifiabilité et en les liant à la section « Notes et références ».
Pour les articles homonymes, voir Hitman.
Pour plus de détails, voir Fiche technique et Distribution.
Hitman le Cobra (Hitman the Cobra, aussi connu en tant que Le Terroriste) est un film hongkongais de série Z  réalisé par Godfrey Ho, sorti en 1987. Il a peu à peu atteint un statut de film culte grâce au site nanarland.

## Synopsis
Durant la Seconde Guerre mondiale, dans le contexte du conflit entre l'Amérique et le Japon, les soldats des deux camps sont rompus à une lutte sans merci. Parmi eux, par soif d'argent et de pouvoir, certains sont prêts à trahir leur propre camp, même si d'autres, fidèles à leurs principes, se dressent contre eux. Comme le solitaire soldat américain Philippe, luttant avec acharnement, depuis les Philippines, pour sa survie et son pays, qu'il défend corps et âme, y compris face à ses concitoyens corrompus par le Japon.

## Fiche technique
- Réalisation : Godfrey Ho
- Scénario : Godfrey Ho, AAV Creative Unit, Stephen So
- Producteur : Joseph Lai
- Sociétés de production : International Finance Development
Universal Pictures (France et USA)
- Date de sortie :
  - France : 10 février 1988

## Distribution
- Richard Harrison : Phillip
- Mike Abbott : Mike
- Philip Parker : Roger
- Nathan Chukueke : Blackie (Nathan en VO)
- David Sevlik : Bob
- Robert Miller
- John Bosco
- Joan Romano
- William Dasco
- Jeff Bolero
- Alex Cammero
- Billy Renato
- Jackson Crown
- Alfred Benjamin
- Ron Castello
- Dick Smither
- Jim Coley

## À noter
- Comme un grand nombre de productions International Finance Development, l'essentiel de l'action se déroule sur les collines de Yau Tong, à Hong Kong.
- La jungle est « reconstituée » dans un jardin public. Lors d'une scène on peut voir une table de pique-nique.
- Le générique de début utilise trois fois la même image, probablement dans le but de rallonger un peu le métrage.
- Lors d'une scène d'action : Phillip abat (en tirant face à la caméra) un de ses agresseurs. Dans le plan suivant : l'homme s'effondre et tombe au sol. On voit ensuite Phillip faisant feu, mais toujours face à la caméra et sans avoir varié son angle de tir. Il fait donc feu entièrement dans le vide. Ce genre d'erreur de raccord (ou montage) se retrouve dans de nombreux films de l'International Finance Development.
- Hitman le Cobra utilise une technique appelée le « 2 en 1 » de la firme de Joseph Laï. En effet, le métrage tourné par Godfrey Ho ne dépasse pas dix minutes et reste très maladroitement intégré à un film philippin anonyme.
- C'est l'un des rares films de Godfrey Ho où les mots « ninja » ou « kung fu » ne se trouvent pas dans le titre.
- Un des rares films de Ho avec Richard Harrison où l'acteur susnommé ne porte pas de moustache.
- En plus de son titre original, le film fut aussi distribué sous le titre : Le Terroriste.
- Mike Abbott, dans une interview disponible sur Nanarland, déclare à propos de Hitman the Cobra : « Je pense que c'était sans doute le meilleur film de IFD, simplement parce qu'il y avait Richard. »
- Le Terroriste fut édité, il y a des décennies, par deux éditeurs de VHS : Magic Entertainment et Moonlight Entertainment. Cette version est disponible en intégralité sur Internet.
- Dans la scène de l'excursion de Phillip, on peut entendre la chanson du groupe de rock Genesis « Tonight, Tonight, Tonight » au ralenti, ainsi que l'introduction de « Mama ». N'étant pas mentionnés dans les crédits, IFD avait intégré ces morceaux sans en posséder les droits, une pratique courante au sein de la firme.
- La version française du film jouit d'un véritable culte. Des extraits vidéos et sonores sont amplement diffusés sur les sites YouTube, Dailymotion et Nanarland, principalement la scène de "dialogue" entre Phillip et Mike qui engendrera de nombreuses parodies sur le net, dont une animée.
- Par ailleurs, le doublage français greffe des dialogues au moment où les acteurs n'ouvrent même pas la bouche.
- Le doublage français a également changé le nom original de Blackie qui est Nathan.
- La scène culte d'insultes avec Philippe est parodiée dans un spot publicitaire de l'assureur AMV.
- La scène entre Phillip et Mike est parodiée par le jeu Clair Obscur: Expedition 33 du studio de développement français Sandfall Interactive[1].